# Hickman Natural Bridge
Le Hickman Natural Bridge est une arche naturelle du comté de Wayne, dans l'Utah, aux États-Unis. Elle est protégée au sein du parc national de Capitol Reef.